# Pi Geminorum
Pi Geminorum (latiniserat av π Geminorum, förkortat till π Gem) är en stjärna belägen norr om Castor i stjärnbilden Tvillingarna. Med en skenbar magnitud på 5,14 är den svagt synlig för blotta ögat under en mörk natt. Baserat på en årlig parallaxförskjutning av 4,93 mas, ligger stjärnan på ett avstånd av ca 660 ljusår från solen. På det avståndet är den skenbara magnituden hos stjärnan minskad med en interstellär absorptionsfaktor på 0,033 på grund av rymdstoft.

## Egenskaper
Pi Geminorum är en utvecklad röd jättestjärna med spektraltyp M1 IIIa. Den uppmätta vinkeldiameter är 2,58 ± 0,20 mas. Vid det beräknade avståndet till stjärnan, ger detta en fysisk storlek som är ca 56 gånger solens radie. Strålningen från dess yttre atmosfär är omkring ettusen gånger större än solens vid en effektiv temperatur på 3 900 K.
Under Rosat All-Sky Survey visade det sig, oväntat för en röd jätte, att Pi Geminorum är en röntgenkälla. Den mest troliga källan för denna emission är en följeslagare av magnitud 11,4 belägen på en vinkelseparation av 21 bågsekunder på en lägesvinkel av 214°. Denna stjärna antas vara en astrometrisk följeslagare till Pi Geminorum.